# Joshua-Tree-Nationalpark
Der Joshua-Tree-Nationalpark ist eine Wüstenlandschaft im Südosten Kaliforniens, die den Übergang zwischen der Mojave-Wüste und der Colorado-Wüste bildet. Der Park ist nach der auffälligen, im Englischen „Joshua Tree“ genannten Josua-Palmlilie (Yucca brevifolia) benannt.
Neben den Joshuabaum-Wäldern bietet der Park eine der interessantesten geologischen Formationen, die man in den kalifornischen Wüsten findet. Es herrschen kahle Felsen vor, die in der Regel in einzelne Felsformationen aufgebrochen sind.
Joshua-Tree wurde 1936 zum National Monument und 1994 zum Nationalpark erklärt. Er wird jährlich von über einer Million Menschen – darunter Tausende von Felskletterern aus aller Welt – besucht. Westlich grenzt direkt das Sand to Snow National Monument an.

## Geographie, Geologie und Klima
Der Joshua-Tree-National-Park liegt im Süden Kaliforniens, etwa 225 km östlich von Los Angeles in der Nähe von Palm Springs. Der Nationalpark verfügt über drei Eingänge, den Haupteingang in der Nähe der Stadt Twentynine Palms, den Westeingang in Joshua Tree Village, und den Südeingang in Cottonwood Springs. Der Park ist 3196 km² groß, er liegt zwischen 305 m NN im Pinto Basin und 1772 Meter auf den Gipfeln des Quail Mountain. Der Park umfasst zwei Wüstentypen, die – bedingt durch ihre unterschiedliche Höhenlage – zwei verschiedenartige Ökosysteme aufweisen. Unterhalb von 900 m liegt im östlichen Teil des Parks die Colorado-Wüste, deren Landschaft Buschland, Kakteen und Fächerpalmen kennzeichnet. Höher gelegen und damit kühler und feuchter ist die Mojave-Wüste im Nordwesten. Hier ist die Heimat der Josua-Palmlilien (englisch Joshua Trees), die dem Park ihren Namen gaben.
Das Klima im Joshua-Tree-National-Park ist insgesamt sehr trocken, differiert jedoch je nach Höhenlage. Im Durchschnitt herrschen rund 25 % Luftfeuchtigkeit. Die Temperaturen im Frühling und Herbst liegen tagsüber um die 20 °C, nachts um die 10 °C. Im Sommer sind 35 °C und mehr keine Seltenheit. Während der Wintermonate sinken die Temperaturen nachts leicht unter den Gefrierpunkt, tagsüber können sie jedoch bis plus 15 °C erreichen.

## Geschichte
Die Monzogranit-Formationen im Park entstanden, als Magma unter der Erdoberfläche abkühlte und erstarrte und nach Millionen von Jahren durch Erosion an der Erdoberfläche freigelegt wurde. Die spektakulärsten Gesteinsformen liegen bei Jumbo Rocks, Wonderland of Rocks und im Indian Cove.
Zu Beginn der europäischen Besiedlung war das Gebiet des Parks durch die Cahuilla bewohnt.
Angeblich gaben Mormonen, welche die Mojave-Wüste durchquerten, dem Joshua Tree seinen Namen. Sie erkannten in den Pflanzen die Gestalt des Propheten Joshua (Josua), der den Israeliten mit ausgestreckten Armen den Weg ins gelobte Land wies. Für diese gerne wiederholte Mär scheint es aber keine historischen Quellen zu geben. Am 10. August 1936 wurde der Park zum National Monument erklärt, am 24. Oktober 1994 durch den Kongress der Vereinigten Staaten zum Nationalpark aufgewertet.
Während des Shutdown der US-Regierung von Dezember 2018 bis Januar 2019 nahm der Park enormen Schaden, weil die Park-Ranger nicht zur Arbeit kommen durften. Vandalen fällten Wacholder, Akazien und auch Josua-Palmlilien, Fahrzeuge fuhren abseits von Straßen durch den Park und hinterließen Spuren, die dem empfindlichen Boden langfristig schaden werden, es wurden Felsen besprüht und Lagerfeuer in dafür nicht freigegebenen Gebieten entfacht. Die Schäden könnten 200 bis 300 Jahre bestehen.

## Flora und Fauna

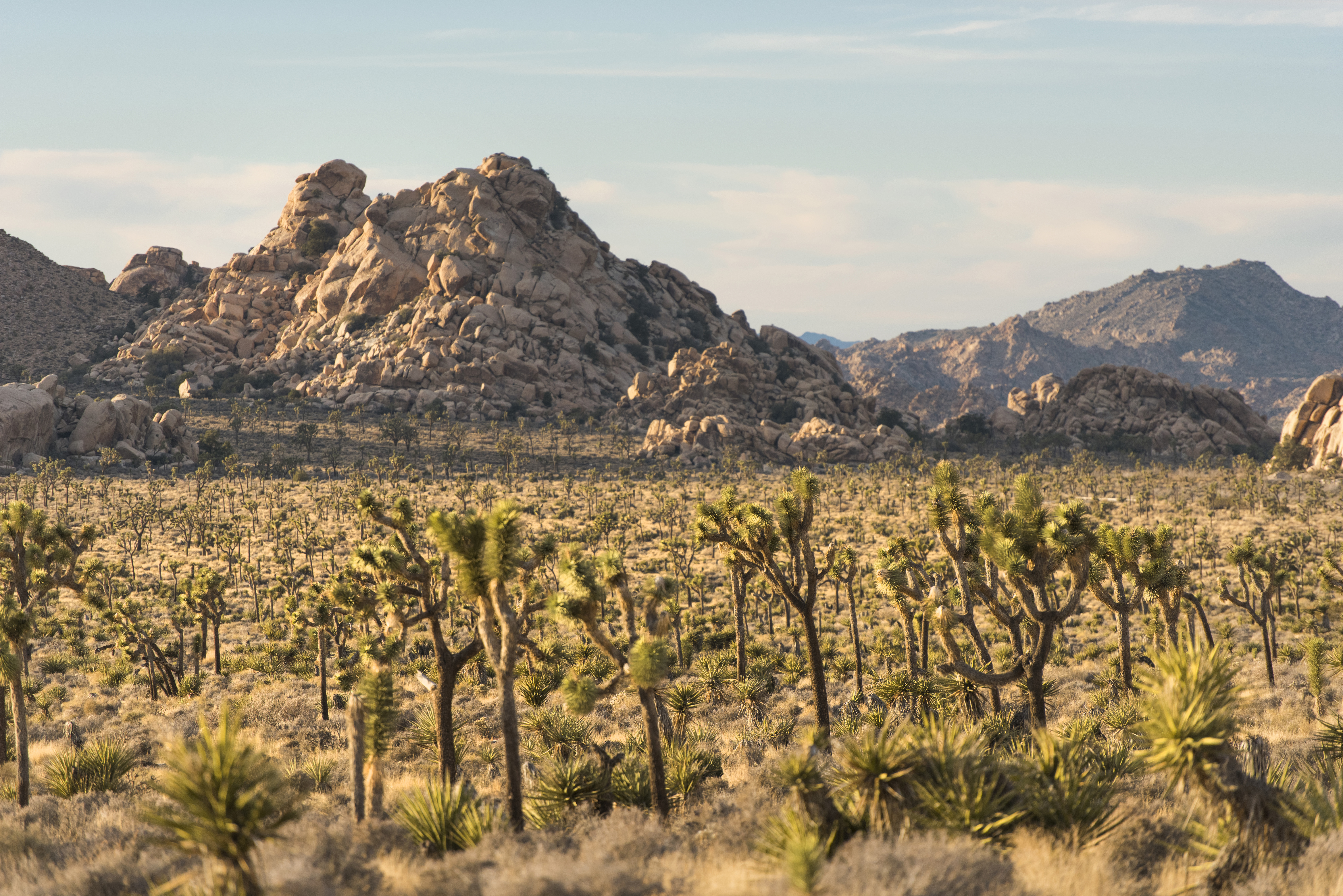
Blick ins Lost Horse Valley

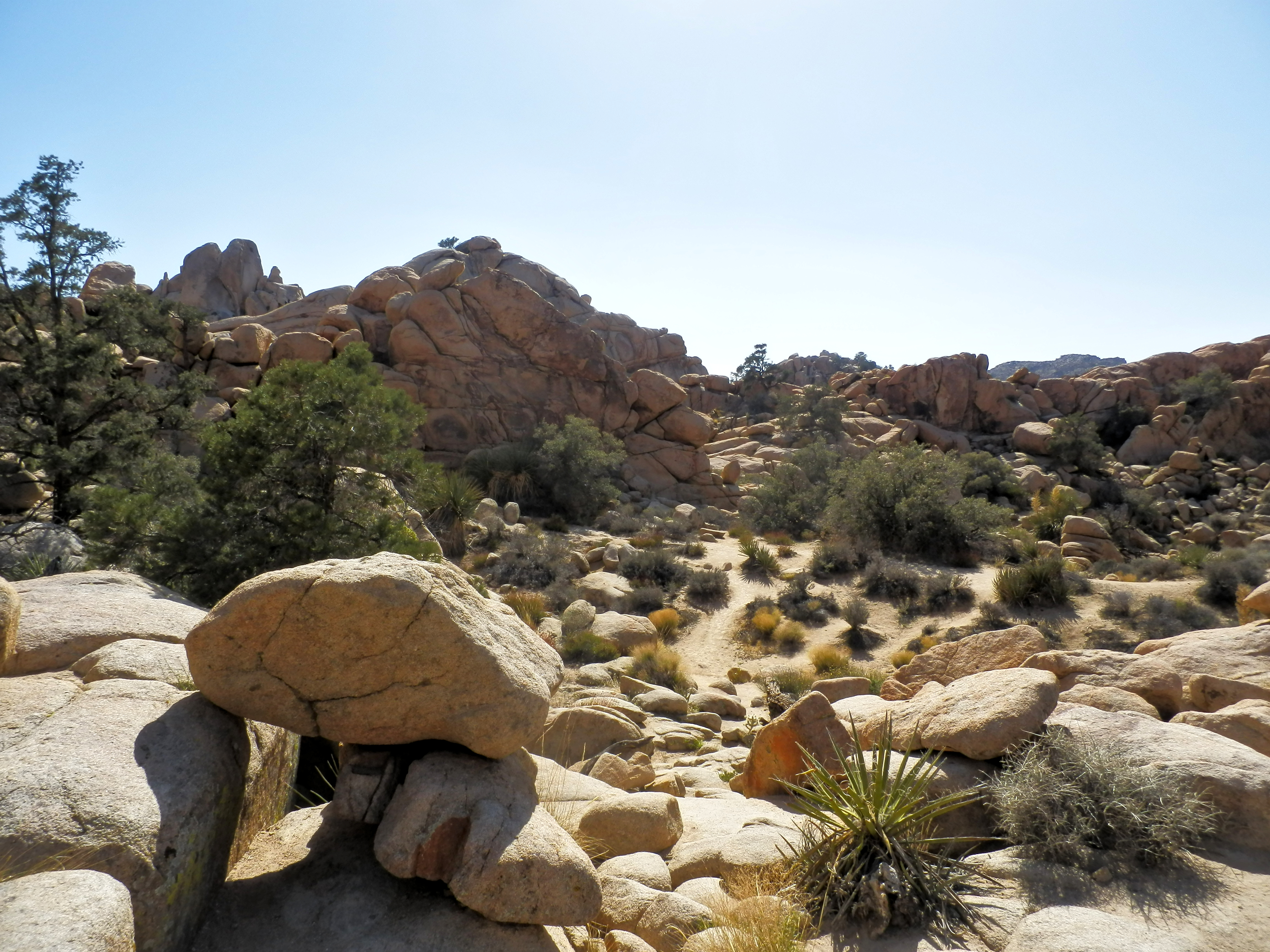
Blick ins Hidden Valley

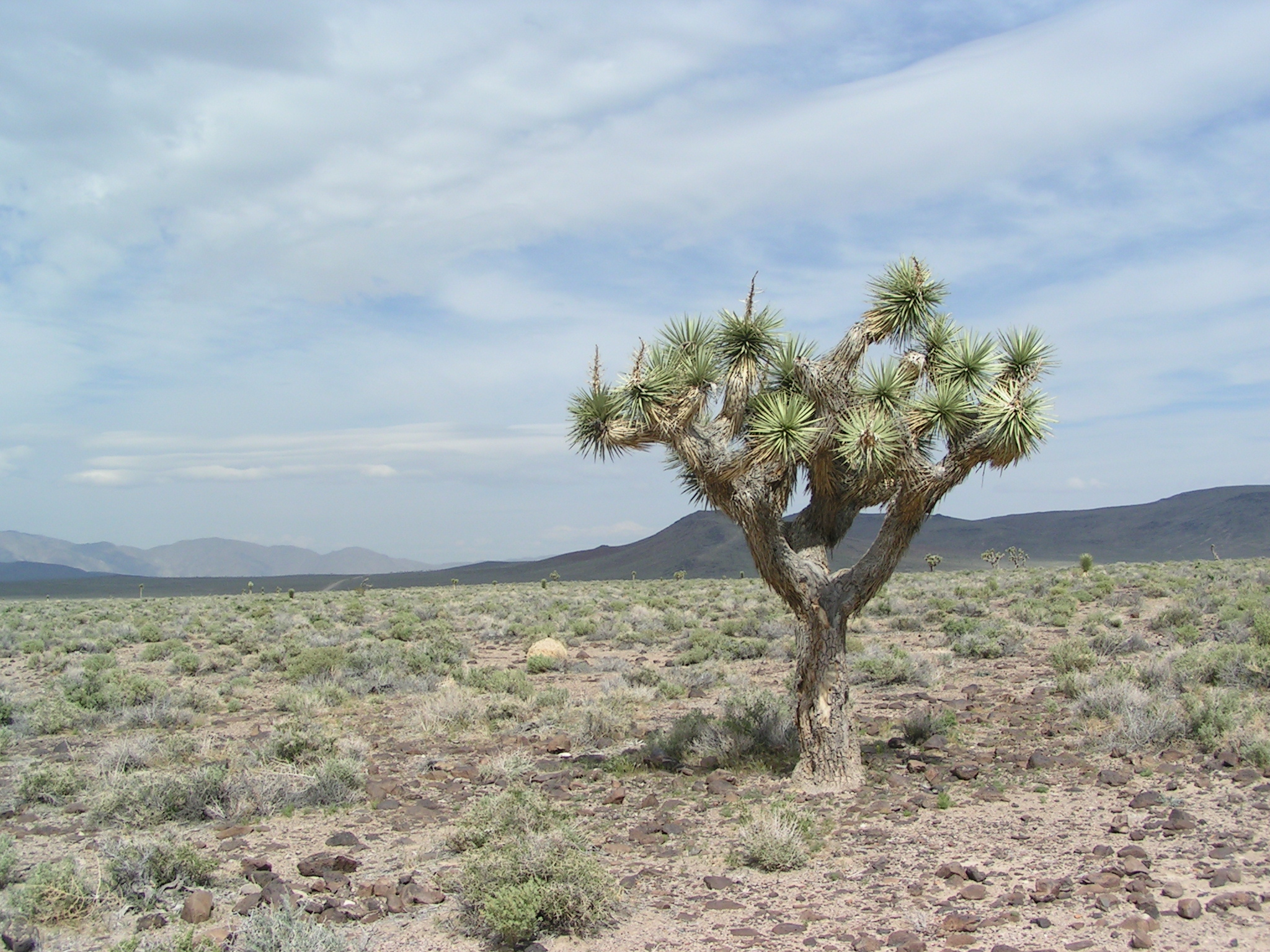
Josua-Palmlilie (Yucca brevifolia) im Joshua Tree National Park

Insgesamt gibt es im Park ungefähr 750 Pflanzenarten. An fünf natürliche Wasserstellen konzentriert sich das tierische Leben. Größtes Tier ist das Wüsten-Dickhornschaf (Ovis canadensis nelsoni), ferner sind zahlreiche Vogelarten zu beobachten. Wie in den meisten Wüstengegenden ist auch hier die Tierwelt überwiegend nachtaktiv.
Die auffälligsten Pflanzen sind Josua-Palmlilien, die ausschließlich in der Mojave-Wüste im Nordwestteil des Parks vorkommen. Die Josua-Palmlilie ist ein wichtiger Bestandteil des regionalen Ökosystems und liefert vielen Wüstentieren Nahrung und Schutz. Die Pflanzen werden über 12 Meter hoch und nach Ansicht einiger Forscher durchschnittlich etwa 150 Jahre alt, wobei einige der größten Exemplare möglicherweise viel älter sind. Ihre Blütezeit ist im April und Mai. In der Mojave-Wüste gibt es sehr viele dieser Bäume, in tieferen Lagen ist die Vegetation eher vom Kreosotbusch geprägt.

## Tourismus
Die touristische Infrastruktur des Parks ist wenig entwickelt. Die einzige Übernachtungsmöglichkeit sind einige einfache Campingplätze, die meist nicht über fließendes Wasser verfügen. In den umliegenden Orten gibt es Hotels. Es gibt wenige Straßen und Wanderwege.
Die wenigen Straßen des Parks sind mit dem Auto befahrbar. Die „Basin Road“ führt aus dem Süden in das Zentrum des Parkes. Vom Norden erreicht man den Park über den North und den West Entrance auf dem Park Boulevard. Eine der zu besichtigenden Stellen findet sich im Lost Horse Valley. Sie liegt im Zentrum des Parks und zeigt die Flora und Fauna auf eindrucksvolle Weise.

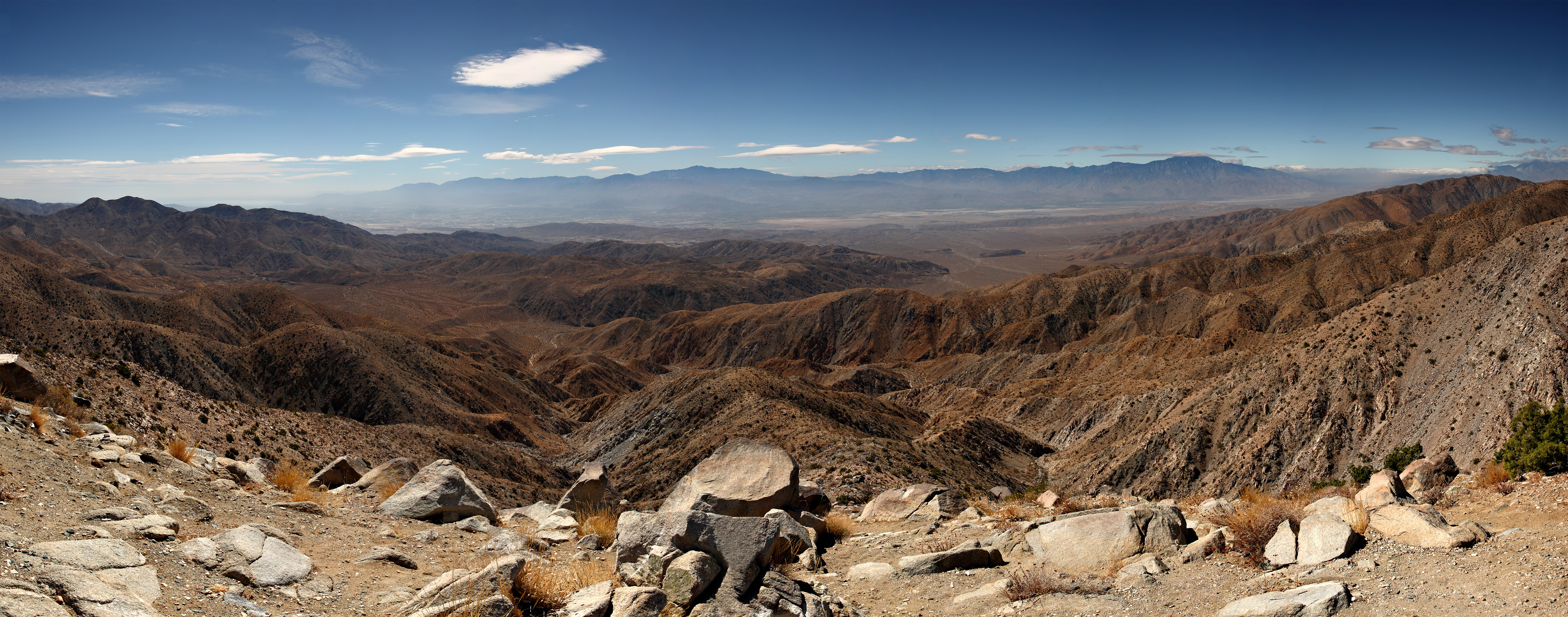
Panorama vom Keys View in den Little San Bernardino Mountains im Joshua Tree National Park

Eine unbefestigte Straße im Süden des Parks gibt einen Überblick über dessen Geologie. Der Aussichtspunkt bei Keys View bietet einen Ausblick auf das Coachella Valley und den Saltonsee. Außerdem gibt es geführte Touren zu einer verlassenen Goldmine. Viele verbringen hier Silvester. Im Hochsommer ist der Park sehr leer und ab neun Uhr morgens brütend heiß.
Durch den Park führt unter anderem eine ausschließlich für allradbetriebene Fahrzeuge zugängliche Straße. Sie ist aus dem Süden von der Interstate 10 zu erreichen und führt auf den Park Boulevard im Zentrum des Parks.
Es gibt drei Besucherzentren. Es gibt Ausstellungen über das Ökosystem des Parks, dessen Tier- und Pflanzenwelt, geologische Formationen sowie über die ersten Menschen, die diese Gegend bewohnten. Freizeitaktivitäten des Parks schließen Wandern, Camping, Radfahren, Klettern, Ranch-Touren und Informationsveranstaltungen der Ranger ein.
Der Park ist bei Kletterern sehr beliebt (von diesen oft als „J-Tree“ bezeichnet). Ursprünglich war der Park eher ein Ausweichrevier für den Winter, während der Yosemite-Nationalpark und die Sierra Nevada eingeschneit waren, aber mit der Zeit entwickelte der Park seine eigene Anziehungskraft. Es gibt tausende Kletterrouten aller Schwierigkeitsklassen. Die Routen sind recht kurz, da die Felsen selten höher als 70 Meter sind, der Zugang ist in der Regel recht einfach. Der Fels besteht aus rauem Granit, da es nie Eis oder Schnee gibt, der ihn polieren könnte, wie es in nördlicheren Gebieten der Fall ist. Die meisten Routen sind selbst abzusichern.